# Resurrección del hijo de la viuda de Naín

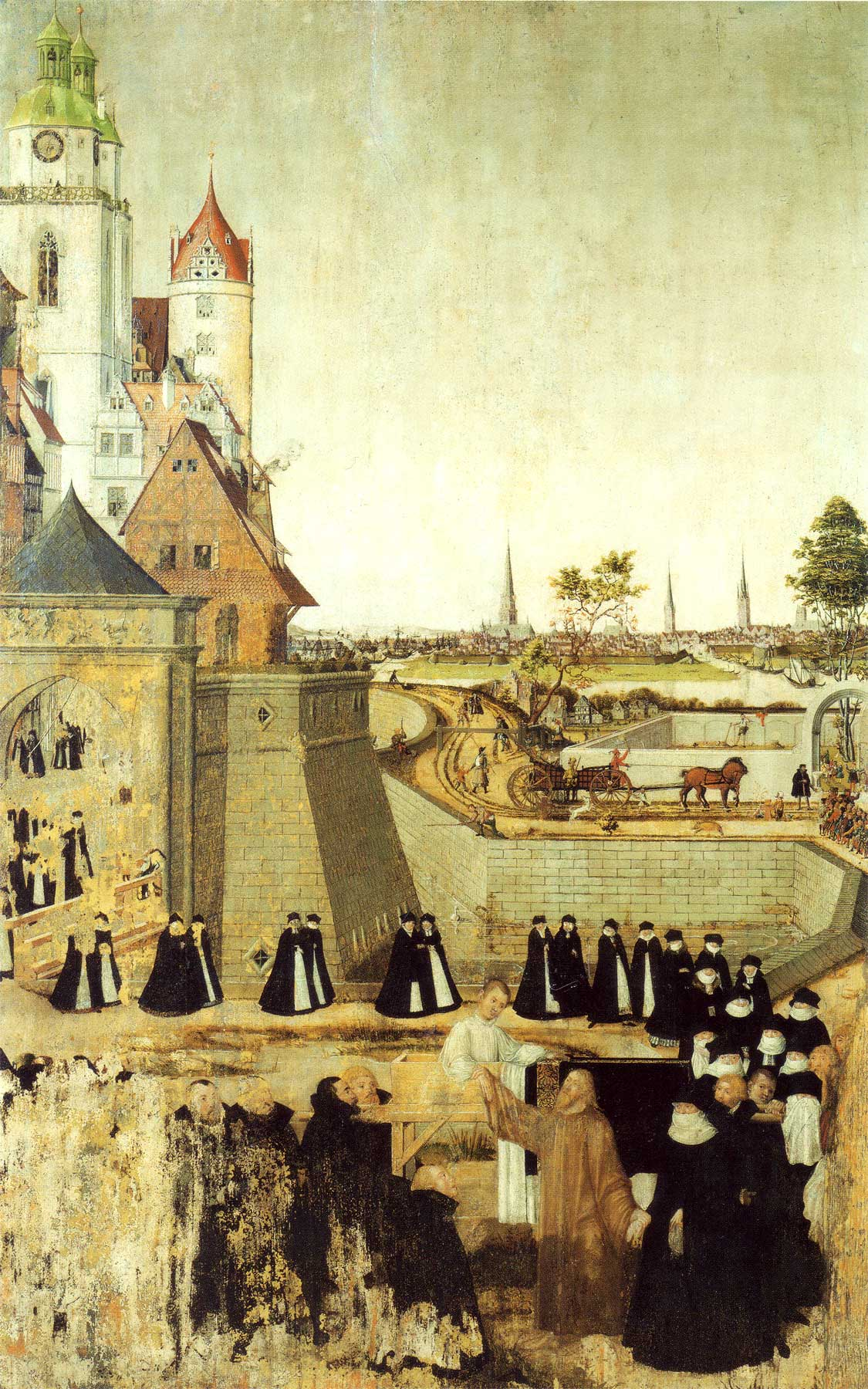
Resurrección del hijo de la viuda de Naín, retablo de Lucas Cranach el Joven, c. 1569, en la iglesia de Santa María, el Stadtkirche de Wittenberg.

La resurrección del hijo de la viuda de Naín es un episodio sobre un milagro de Jesús, registrado en el Evangelio de Lucas. Jesús llegó al pueblo de Naín durante la ceremonia del entierro del hijo de una viuda, y resucitó al joven de la muerte.
El lugar del milagro es el pueblo de Naín, dos millas al sur del Monte Tabor. Este es el primero de los tres milagros de Jesús en los evangelios canónicos en qué resucita a un muerto, los otros dos son la resurrección de la hija de Jairo y la de Lázaro.

## Narración bíblica
El milagro es descrito así:

Y aconteció después, que él iba á la ciudad que se llama Naín, é iban con él muchos de sus discípulos, y gran compañía.
Y como llegó cerca de la puerta de la ciudad, he aquí que sacaban fuera á un difunto, unigénito de su madre, la cual también era viuda: y había con ella grande compañía de la ciudad.
Y como el Señor la vio, compadecióse de ella, y le dice: No llores.
Y acercándose, tocó el féretro: y los que lo llevaban, pararon. Y dice: muchacho, á ti digo, levántate.
Entonces se incorporó el que había muerto, y comenzó á hablar. Y dióle á su madre.
Y todos tuvieron miedo, y glorificaban á Dios, diciendo: Que un gran profeta se ha levantado entre nosotros; y que Dios ha visitado á su pueblo.
Y salió esta fama de él por toda Judea, y por toda la tierra de alrededor.

## Interpretación
La resurrección del hijo de la viuda de Sarepta, por el profeta de Elías en el Antiguo Testamento, se considera por el profesor Fred Craddock como el modelo para este milagro, porque hay varios detalles paralelos.
La resurrección del hijo de la mujer de Sunén por Eliseo es también similar, incluyendo la reacción de la gente. En particular, la ubicación de Naín es muy cercana a Sunén, identificado con el actual Sulam. Sinclair Ferguson llama la atención de esto como un ejemplo de un modelo repetido en la historia de la redención. Concluye que la repetición de patrón 

llega a su plenitud en la persona de Jesucristo, el gran profeta que cura no simplemente a través de autoridad delegada de Dios, sino en su autoridad propia, sin rituales u oraciones, sino con una simple palabra de autoridad. Aquí está el gran Dios y Salvador de Israel hecho carne...

La mujer en la historia había perdido tanto a su marido y a su hijo único, de modo que no quedaba nadie para apoyarla. Así que no podía heredar la tierra, la pérdida de su hijo único la dejaba dependiente de la caridad de parientes distantes y vecinos.